# La Sure en Chartreuse
La Sure en Chartreuse é uma comuna francesa na região administrativa de Auvérnia-Ródano-Alpes, no departamento de Isère. Estende-se por uma área de 27.73 km². Em 2010 a comuna tinha 1 015 habitantes (densidade: 36,6 hab./km²).
Foi criada em 1 de janeiro de 2017, a partir da fusão das antigas comunas de Saint-Julien-de-Raz (sede da comuna) e Pommiers-la-Placette.